# Finale della Coppa d'Asia 1996
La finale della Coppa d'Asia 1996 si disputò il 21 dicembre allo Sheikh Zayed Stadium di Abu Dhabi, tra le nazionali di Emirati Arabi Uniti e Arabia Saudita. A vincere la finale furono i sauditi, che vinsero 4-2 ai tiri di rigore dopo che i tempi regolamentari e supplementari terminarono 0-0, ottenendo il loro terzo trofeo nella massima competizione tra nazionali maschili asiatiche.

## Le squadre
| Squadra             | Finali (o spareggi) disputate in precedenza (il grassetto indica la vittoria) |
| ------------------- | ----------------------------------------------------------------------------- |
| Emirati Arabi Uniti | Nessuna                                                                       |
| Arabia Saudita      | 3 (1984, 1988, 1992)                                                          |

## Cammino verso la finale

### Tabella riassuntiva del percorso
| Squadra             | Pts | G |
| ------------------- | --- | - |
| Emirati Arabi Uniti | 7   | 3 |
| Kuwait              | 4   | 3 |
| Corea del Sud       | 4   | 3 |
| Indonesia           | 1   | 3 |

| Squadra        | Pts | G |
| -------------- | --- | - |
| Iran           | 6   | 3 |
| Arabia Saudita | 6   | 3 |
| Iraq           | 6   | 3 |
| Thailandia     | 0   | 3 |

## Tabellino
| Arbitro: | Mohd Nazri Abdullah |

|                      |                      |                                                      |
| Ali Saleh Saad Saeed | Tiri di rigore 2 – 4 | Al-Thunayan Zubromawi Al-Harbi Al-Temawi Al-Muwallid |

| P             | 17 | Muhsin Musabah       |     |
| D             | 5  | Yousef Saleh         |     |
| D             | 6  | Ismail Rashid Ismail |     |
| D             | 12 | Hassan Mubarak       |     |
| D             | 3  | Munther Abdullah     |     |
| C             | 15 | Mohamed Ali          |     |
| C             | 16 | Hassan Saeed         |     |
| C             | 18 | Ahmed Ibrahim Ali    |     |
| A             | 7  | Saad Bakheet Mubarak | 46’ |
| A             | 10 | Adnan Al Talyani     | 91’ |
| A             | 24 | Abdel Ahmed          | 46’ |
| Sostituzioni: |    |                      |     |
| A             | 13 | Abdulaziz Al Anbari  | 46’ |
| A             | 11 | Zuhair Bakheet       | 46’ |
| A             | 14 | Khamis Saad Mubarak  | 91’ |
| Allenatore:   |    |                      |     |
| Tomislav Ivić |    |                      |     |

| P             | 1  | Mohamed Al-Deayea    |     |     |
| D             | 2  | Mohammed Al-Jahani   |     |     |
| D             | 3  | Mohammed Al-Khilaiwi |     | 77’ |
| D             | 4  | Abdullah Zubromawi   |     |     |
| D             | 13 | Hussein Abdulghani   | 83' |     |
| C             | 16 | Khamis Al-Dosari     |     |     |
| C             | 10 | Fahad Al-Mehallel    |     | 80’ |
| C             | 8  | Khalid Al-Temawi     |     |     |
| C             | 14 | Khaled Al-Muwallid   |     |     |
| C             | 15 | Yousuf Al-Thunayan   |     |     |
| A             | 9  | Sami Al-Jaber        |     | 62’ |
| Sostituzioni: |    |                      |     |     |
|               | 25 | Abdullah Al-Dosari   |     | 62’ |
|               | 12 | Ibrahim Al-Harbi     |     | 77’ |
|               | 20 | Hamzah Falatah       |     | 80’ |
| Allenatore:   |    |                      |     |     |
| Nelo Vingada  |    |                      |     |     |